# Seneca (Kansas)
Seneca è un comune degli Stati Uniti d'America, situato nello Stato del Kansas, nella contea di Nemaha, della quale è anche il capoluogo.